# Kyle Pitts
Kyle Anthony Pitts (Filadelfia, 6 ottobre 2000) è un giocatore di football americano statunitense che milita nel ruolo di tight end per gli Atlanta Falcons della National Football League (NFL).

## Scuole superiori
Pitts ha frequentato la Abington High School di Abington, Pennsylvania, trasferendosi successivamente alla Archibishop Wood Catolic High School di Warminster, Pennsylvania. Pitts giocava sia come tight end che come defensive end, e ha partecipato all'Under Armour All-American Game.

## Carriera universitaria
Considerato un prospetto da 4 stelle, Pitts accettò l'offerta dell'Università della Florida. Nella sua stagione da freshman, Pitts terminò con 73 yard su ricezione e un touchdown, giocando 11 partite e partendo dalla panchina. L'anno seguente venne nominato titolare, facendo registrare 54 ricezioni per 649 yard e 5 touchdown e venendo inserito nella formazione ideale della Southeastern Conference. Nella stagione da junior, Pitts esplose definitivamente, chiudendo con 12 touchdown, 770 yard e 43 ricezioni in 8 partite e venendo premiato con il John Mackey Award come miglior tight end. Fu il primo tight end di sempre a venir eletto come finalista per il Fred Biletnikoff Award e il primo tight end dal 1977 a finire nella top-10 delle votazioni per l'Heisman Trophy.
Considerato dalla maggior parte degli esperti come una scelta al primo giro, Pitts annunciò la sua decisione di saltare la stagione da senior e di partecipare al Draft NFL 2021.
Vittorie e premi
- John Mackey Award (2020)
- First Team All-American (2020)

## Carriera professionistica
Pitts fu scelto come quarto assoluto nel Draft NFL 2021 dagli Atlanta Falcons, divenendo il tight end scelto più in alto nella storia del draft. Debuttò nella gara del primo turno contro i Philadelphia Eagles ricevendo 4 passaggi per 31 yard nella sconfitta per 32-6. Nella settimana 16 contro i Detroit Lions, totalizzò 6 ricezioni per 102 yard, superando Tony Gonzalez per il record di franchigia di yard ricevute da parte di un tight end. A fine stagione fu convocato per il suo primo Pro Bowl dopo essere diventato uno degli unici tight end rookie della storia (assieme all'Hall of Famer Mike Ditka) a ricevere mille yard.
Nella settimana 3 della stagione 2022 contro i Seattle Seahawks, Pitts ebbe 5 ricezioni per 87 yard nella vittoria per 27–23 win. Nella settimana 5 non poté scendere in campo per un infortunio al tendine del gincchio. Tornò in campo nel sesto turno contro i San Francisco 49ers, segnando il suo primo touchdown stagionale. Nella settimana 10 contro i Carolina Panthers ebbe 5 ricezioni per 80 yard e un touchdown nella vittoria per 37–34 ai tempi supplementari. Sette giorni dopo contro i Chicago Bears subì un infortunio a un ginocchio nel secondo tempo. Il giorno successivo fu inserito in lista infortunati per la rottura del legamento mediale collaterale. Il 30 novembre 2022 fu annunciato che avrebbe perso tutto il resto della stagione. La sua annata si chiuse così con 28 ricezioni per 356 yard e 2 marcature.
Nel sedicesimo turno del 2023 Pitts segnò il suo terzo touchdown stagionale, un nuovo primato personale dopo che nelle due stagioni precedenti ne aveva segnati tre in totale.

## Palmarès
- Convocazioni al Pro Bowl: 1

2021
- PFWA All-Rookie Team - 2021